# 松崎祐介
松崎 祐介（まつざき ゆうすけ、1986年10月20日 - ）は、日本のアイドル、歌手、俳優、タレント。男性アイドルグループ・ふぉ〜ゆ〜のメンバーである。愛称は、ザキさん、マツ。
埼玉県春日部市出身。STARTO ENTERTAINMENT所属。

## 来歴
1998年6月20日、小学6年生の時にオーディションを受けてジャニーズ事務所に入所。辰巳雄大とは同じオーディションに参加していた。ジャニーズJr.時代は亀梨和也とシンメトリーを組んで踊り、「松亀コンビ」と並び称されることもあった。ジャニーズJr.内ユニット・M.A.D.を経て、2011年4月からふぉ〜ゆ〜のメンバーとして主にバックダンサーや舞台等で活動する。
立志社高等学校出身。ふぉ～ゆ～のメンバー辰巳雄大・福田悠太とは同級生であり、福田と松崎は3年間同じクラスであった。
2018年、事務所に入所して20年目で初めて舞台『デルフィニア戦記〜動乱の序章〜』で単独初主演を務める。
2020年、メンバーの越岡裕貴と「おつゆ」を結成し、M-1グランプリ2020に出場。1回戦をグループ2位で突破したが、2回戦で敗退した。
2022年12月30日、事務所の公式サイトを通じて、結婚したことを発表した。婚姻届の証人は堂本光一と相葉雅紀。
2024年3月9日、個人Instagramを開設。

## 人物
きょうだいは、弟がひとり。
特技はDJ、ラップ、パントマイム。
普通免許、大型二輪免許、漢字検定3級を所持している。
好きな食べ物はお寿司で、好きなネタは中トロ、芽ねぎ、シメサバ、えんがわである。
同じ苗字の松崎しげるとは血縁関係は無いものの、ふぉ〜ゆ〜主演の舞台『ENTA!2』で共演した際、幼いころから「僕のお父さんは松崎しげるなんだよ」と嘘をついていたエピソードを話したところ、「オヤジ」と呼ぶことを公認してもらった。周囲のタレントから「ゲル」というあだ名で呼ばれることもあるが、これは松崎しげるに由来している。
「トゥクストゥ〜ル〜」という決め台詞をもっており、公式LINEスタンプ、意気込みを述べる際、後輩へのメッセージなどにも使用しており、トゥクストゥ〜ル〜の伝承者であると自称している。
嵐の相葉雅紀を“兄貴”と慕っている。
『Endless SHOCK』には主演の堂本光一の次に多く出演した。

## 出演

### テレビドラマ
- 怖い日曜日〜2000〜 第6話「交差点」（2000年8月6日、日本テレビ）[35]
- 美男ですね（2011年7月 - 9月、TBS）

### 舞台
- タイヨウのうた〜Midnight Sun〜（2018年5日 - 9日、なかのZERO大ホール / 10月13・14日、NHK大阪ホール） - 大西雄太 役[36]
- デルフィニア戦記〜動乱の序章〜（2018年12月8日 - 13日、渋谷区文化総合センター大和田さくらホール） - 主演・ウォル 役[37]
- デルフィニア戦記〜獅子王と妃将軍〜（2019年6月19日 - 23日、シアターGロッソ） - 主演・ウォル 役[38]
- トムとジェリー 夢よもう一度（2019年10月17日 - 20日、COOL JAPAN PARK OSAKA WWホール） - ジェリー 役（※松本幸大・山本亮太とトリプルキャスト）[39][40]
- イケメンヴァンパイア◆偉人たちと恋の誘惑 THE STAGE 〜Episode.1〜（2021年4月23日 - 29日、東京都シアター1010）[注 1] - 主演・ナポレオン・ボナパルト 役（冨岡健翔・福士申樹・松本幸大とのカルテット主演）[43][44]
- 流星セブン〜暁の操り人〜（2021年5月21日・22日、COOL JAPAN PARK OSAKA WWホール / 5月27日 - 30日、渋谷区文化総合センター大和田 さくらホール） - 主演・蔦屋重三郎 役[45]
- ミュージカル『ダブル・トラブル』2022-23冬 Team F（2023年2月2日 - 19日、新国立劇場小劇場） - ボビー・マーティン 役[29][46]
- トンデモ？ピーター・パン！〜Peter Pan Goes Wrong〜（2024年9月28日 - 10月1日、梅田芸術劇場 / 10月5日・6日、アイプラザ豊橋 / 10月10日 - 14日、東京国際フォーラムホールC） - クリス・ビーン 役[注 2][48]
- ブロードウェイミュージカル『A Year with Frog and Toad〜がまくんとかえるくん』（2025年5月31日・6月1日、春日井市民会館 / 6月6日 - 8日、サンケイホールブリーゼ / 6月12日 - 22日、サンシャイン劇場） - 主演・がまくん 役（越岡裕貴とダブル主演）[49]
- 梅棒 20th Breakdown『FINAL JACKET』（2025年11月16日〈予定〉、サンシャイン劇場）[50]

### バラエティ
- ミュージックジャンプ（1998年 - 2000年3月26日、NHKBS2）[51]
- 愛LOVEジュニア（ - 1998年9月28日、テレビ東京）[51]
- 8時だJ（1998年4月15日 - 1999年9月22日、テレビ朝日）[51]
- 愛ラブB.I.G.（1998年10月5日 - 1999年3月29日、テレビ東京）[51]
- Music-enta（2000年4月19日 - 2001年3月14日、テレビ朝日）[35]

### コンサート
- Johnny's Summer Concert（1998年7月29日 - 8月31日、横浜アリーナ・大阪城ホール・名古屋レインボーホール）[51]
- Johnny's Winter Concert（1998年12月27日 - 1999年1月6日、横浜アリーナ・大阪城ホール）[51]
- Fresh Spring Concert'99（1999年5月2日 - 6月20日、横浜アリーナ・大阪城ホール）[52]
- ジャニーズJr.特急〈10・9〉投球〈10・9〉コンサート 10月9日東京ドームに大集合!!（1999年10月9日、東京ドーム）[52]
- ジャニーズJr. Spring Concert 2000（2000年4月3日 - 5月7日、横浜アリーナ・大阪城ホール・名古屋レインボーホール）[35]
- ジャニーズJr. 〈東・阪・名〉3大ドームコンサート（2000年9月3日 - 10月15日、東京ドーム・大阪ドーム・ナゴヤドーム）[35]
- ジャニーズJr. Concert タッキー&翼 21世紀の対決（2001年5月3日 - 6月3日、横浜アリーナ・大阪城ホール・名古屋レインボーホール）[53]
- Johnny's Jr. Concert タッキー&翼 ジャニーズJr.総出演！（2002年3月29日 - 5月6日、横浜アリーナ・大阪城ホール・名古屋レインボーホール）[54]

### CM
- カルビー「じゃがビー」（2017年5月 - ）[55]

## 作品

### 作詞
ZAKI名義でラップ詞を担当
- Scandalous[56]（作詞：辰巳雄大、作曲：DERBYSHIRE ROBERT WILLIAM,CARLSSON ANDREAS MIKAEL,SHIROSE）- JASRAC作品コード：1N9-2974-4　※ふぉ～ゆ～名義曲